# زگارتوویتسه (استان کویافسکو-پومورسکی)
زگارتوویتسه (به لهستانی:  Zegartowice) یک روستا در لهستان است که در گمینا پاپووو بیسکوپیه واقع شده‌است. زگارتوویتسه ۴۸۹ نفر جمعیت دارد.